# Boise Šošoni
Boise Shoshoni /ime dolazi po lokalitetu/ (Wihinasht, Wihinast, Wihinagūt, Western Snakes), jedna od šošonskih bandi, srodni vjerojatno Bruneau Šošonima, nastanjeni do ranoe druge polovice 19. stoljeća u dolini rijeke Boise, blizu Boise Cityja.
Boise i Bruneau Šošoni zajedno čine jednu od 4 skupine Sjevernih Šošona s kojima su 1867. smješteni na novootvoreni rezervat Fort Hall u Idahu.  Dolaskom ostalih šošonskih skupina svi skupa postat će postat poznati pod kolektivnim imenom Northern Shoshoni. Dolinu rijeke Boise otkrili su tek 1811. Donald Mackenzie i Wilson Price Hunt, a njihovo logor tada se nalazilo na Table Rocku, u okolici kojeg je pasao veliki broj konja. Vođa skupine bio je tada pogalvica Peiem ili Big Jim, a sredinom istog stoljeća naslijedio ga je njegov sin Captain Jim.
Boise Šošoni bili su jahaće pleme, lovci na bizone, a uz ribolov na rijeci bavili su se i kopanjem korijenja camas, biljke nalik luku, koja je imala velik značaj u prehrani. 
Hodge ove Indijance naziva Eihinasht i kaže da žive sjeverno od rijeke Snake i u blizini Boise Cityja, te da im je populacija 1865 iznosila 1,000.
Ostali nazivi: Wehinnas, Wihinast, Western Snakes, Winnas-ti, Win-nes-tes, Western Shoshoni, Boisé Shoshonees.

## Vanjske poveznice
- Boise Shoshoni Peoples  Arhivirana inačica izvorne stranice od 7. travnja 2010. (Wayback Machine)